# Andrew Cassels
Andrew William Cassels (* 23. Juli 1969 in Bramalea, Ontario) ist ein ehemaliger kanadischer Eishockeyspieler und -trainer, der im Verlauf seiner aktiven Karriere zwischen 1986 und 2006 unter anderem 1036 Spiele für die Canadiens de Montréal, Hartford Whalers, Calgary Flames, Vancouver Canucks, Columbus Blue Jackets und Washington Capitals in der National Hockey League auf der Position des Centers bestritten hat. Seinen größten Karriereerfolg feierte Cassels im Trikot der kanadischen Nationalmannschaft mit dem Gewinn der Silbermedaille bei der Weltmeisterschaft 1996.

## Karriere
Cassels startete seine Karriere 1984 in seiner Geburtsstadt bei den Bramalea Blues, ehe er von 1986 bis 1989 für die Ottawa 67’s in der Ontario Hockey League eine erfolgreiche Zeit verbrachte. Zwar konnte er mit den 67’s keinen Titel erringen, doch erhielt er zahlreiche Auszeichnungen. Im Jahr 1987 wurde er mit dem Emms Family Award als bester Liganeuling ausgezeichnet, im folgenden Jahr erhielt er die William Hanley Trophy als sportlich fairster Spieler, die Eddie Powers Memorial Trophy als Topscorer und die Red Tilson Trophy als wertvollster Spieler. Zudem wurde er ins First All-Star-Team der OHL berufen, ebenso im folgenden Jahr.
Nachdem der Stürmer bereits im NHL Entry Draft 1987 in der ersten Runde an 17. Position von den Montréal Canadiens ausgewählt worden war, wechselte Cassels im Sommer 1989 zu den Canadiens ins Profilager. Diese setzten ihn in seiner ersten Saison zunächst in ihrem Farmteam, den Sherbrooke Canadiens, in der American Hockey League ein, sodass der Center nur ein paar Einsätze in der National Hockey League hatte. In der Spielzeit 1990/91 gehörte der Mittelstürmer fest zum Kader der Montréal Canadiens. Die Wege der beiden Parteien trennten sich aber im September 1991, nachdem dem Stürmer nur sechs Tore in seiner ersten NHL-Saison gelungen waren. Für ein Zweitrunden-Wahlrecht im NHL Entry Draft 1992 gaben ihn die Canadiens an die Hartford Whalers ab.
Bei den Whalers verbrachte Cassels sechs Jahre und gehörte stets zu den besten Scorern im Team. Die Zeit in Hartford endete mit dem Umzugs der Whalers nach North Carolina und der Umbenennung in Carolina Hurricanes. Bevor er jedoch ein Spiel für die Hurricanes bestritt, gab ihn das Management im August 1997 gemeinsam mit Torwart Jean-Sébastien Giguère für Gary Roberts und Trevor Kidd an die Calgary Flames ab. In der kanadischen Metropole konnte der Angreifer nicht an die Leistungen aus Hartford anknüpfen und so suchte er sich im Sommer 1999 nach Auslauf seines Vertrages einen neuen Klub. Als Free Agent schloss er sich für drei Jahre den Vancouver Canucks an, wo sich seine Statistiken wieder erheblich verbesserten. Ab 2002 fanden er schließlich bei den Columbus Blue Jackets für zwei Jahre eine neue sportliche Heimat.
Nach einjähriger Pause durch den Lockout der NHL-Saison 2004/05 wechselte Cassels zur Spielzeit 2005/06 zu den Washington Capitals, die ihn aber im Januar 2006 fristlos entließen. Einen neuen Klub fand der Kanadier danach nicht mehr und beendete daraufhin seine aktive Karriere. In der Saison 2011/12 arbeitete er als Assistenztrainer bei den Cincinnati Cyclones aus der ECHL unter Cheftrainer Jarrod Skalde.

### International
Cassels vertrat sein Heimatland Kanada bei der Junioren-Weltmeisterschaft 1989 und der Weltmeisterschaft 1996. Bei der Junioren-Weltmeisterschaft 1989 wurde das kanadische Team Vierter. Bei der Weltmeisterschaft 1996 gewann er die Silbermedaille.

## Erfolge und Auszeichnungen
| - 1987 Emms Family Award - 1988 OHL First All-Star Team - 1988 William Hanley Trophy | - 1988 Eddie Powers Memorial Trophy - 1988 Red Tilson Trophy - 1989 OHL First All-Star Team |

### International
- 1996 Silbermedaille bei der Weltmeisterschaft

## Karrierestatistik

### International
Vertrat Kanada bei:
- Junioren-Weltmeisterschaft 1989
- Weltmeisterschaft 1996

(Legende zur Spielerstatistik: Sp oder GP = absolvierte Spiele; T oder G = erzielte Tore; V oder A = erzielte Assists; Pkt oder Pts = erzielte Scorerpunkte; SM oder PIM = erhaltene Strafminuten; +/− = Plus/Minus-Bilanz; PP = erzielte Überzahltore; SH = erzielte Unterzahltore; GW = erzielte Siegtore; 1 Play-downs/Relegation; Kursiv: Statistik nicht vollständig)